# TAAR8
Trag amin-asocirani receptor 8 je protein koji je kod ljudi kodiran  genom.
G protein spregnuti receptori sadrže 7 transmembranskih domena i prenose ekstracelularne signale kroz putem heterotrimerinih G proteina.

## Dodatna literatura
- Borowsky B; Adham N; Jones KA;  . (2001). „Trace amines: identification of a family of mammalian G protein-coupled receptors.”. Proc. Natl. Acad. Sci. U.S.A. 98 (16): 8966—71. PMC 55357 . PMID 11459929. doi:10.1073/pnas.151105198.
- Strausberg RL; Feingold EA; Grouse LH;  . (2003). „Generation and initial analysis of more than 15,000 full-length human and mouse cDNA sequences.”. Proc. Natl. Acad. Sci. U.S.A. 99 (26): 16899—903. PMC 139241 . PMID 12477932. doi:10.1073/pnas.242603899.
- Mungall AJ; Palmer SA; Sims SK;  . (2003). „The DNA sequence and analysis of human chromosome 6.”. Nature. 425 (6960): 805—11. PMID 14574404. doi:10.1038/nature02055.
- Gerhard DS; Wagner L; Feingold EA;  . (2004). „The status, quality, and expansion of the NIH full-length cDNA project: the Mammalian Gene Collection (MGC).”. Genome Res. 14 (10B): 2121—7. PMC 528928 . PMID 15489334. doi:10.1101/gr.2596504.